# Aeroport de Frankfurt
L'Aeroport de Frankfurt (codi IATA: FRA, codi OACI: EDDF) (en alemany: Flughafen Frankfurt) és un aeroport que dona servei a la ciutat de Frankfurt del Main. És a 12 km al sud-oest del centre de la ciutat i és operat per Fraport. És l'aeroport més transitat d'Alemanya, el quart més transitat d'Europa i el catorzè més transitat del món pel que fa al trànsit de passatgers, segons estadístiques de l'any 2017. Ofereix vols directes a les principals destinacions internacionals. Pel que fa a la càrrega aèria, el 2017 era l'aeroport més transitat d'Europa. És el principal centre de connexions de Lufthansa, l'aerolínia nacional d'Alemanya i líder a tot el continent europeu. El segon hub en importància per a Lufthansa és l'Aeroport de Múnic on moltes rutes de mitjana i llarga distància són disponibles.

## Història
Abans de l'any 1930 ja existien plans per a construir un nou aeroport al sud de la ciutat de Frankfurt, però no es van realitzar fins al 1933 a causa de la Gran Depressió. La construcció va començar sota el règim Nazi.
Durant la Segona Guerra Mundial, l'aeroport servia com a base aèria militar on molts presoneres del camp de concentració de Walldorf anaven a treballar de manera forçada. Entre d'altres, 1700 dones jueves deportades d'Hongria, el 1944 hi van construir en circumstàncies atroços la pista per a l'avió de bombardeig Messerschmitt Me 262.
Després de la guerra, va esdevenir la principal base d'operacions de l'Alemanya Occidental per a la contribució de la Força Aèria dels Estats Units d'Amèrica en el Pont aeri de Berlín.
L'aeroport no va esdevenir un centre de connexions internacional important fins al 1958, quan una nova terminal de passatgers (l'actual Terminal 1) va ser oberta. L'any 1957, les pistes d'aterratge es van ampliar als 3.000 metres i, més tard, van ser prorrogades als 3.900 metres. Una nova terminal va ser inaugurada l'any 1958. El 1962, es va decidir construir un edifici encara més gran prevista per a rebre més de trenta milions de passatgers anuals. Les obres d'aquesta terminal van començar el 1965 i es va obrir al públic el 14 de març de 1972. Junt amb la nova terminal, l'estació regional de tren de l'Aeroport de Frankfurt va ser oberta. Així és  el primer aeroport d'Alemanya a tenir una estació de tren pròpia. El 1990, es va començar a treballar en un nou terminal i, l'any 1994, es va poder inaugurar la Terminal 2. L'estació de tren de llarga distància de l'Aeroport de Frankfurt va ser inaugurada el 1999.

## Terminals
- Terminal 1: La part pública de la terminal té una longitud de 420 metres. De manera horitzontal, està dividida en tres àrees denominades A, B i C. Lufthansa i els seus socis de Star Alliance operen en aquesta terminal.
- Terminal 2: Està situada a l'est i és adjacent a la Terminal 1. Conté les àrees D i E amb un total de 42 portes d'embarcament. La Terminal 1C i la Terminal 2D estan connectades entre si i, per tant, és fàcil canviar de terminal. En aquesta terminal operen la resta d'aerolínies que no formen part de Star Alliance.
- Terminal 3: Actualment[Quan?] s'està construint una tercera terminal a l'aeroport, que estarà situada al sud de les dues terminals actuals. Un cop estigui completada, la terminal tindrà capacitat per transportar fins a 14 milions de persones cada any, tindrà 24 portes d'embarcament i 100 taulells de facturació. Es calcula que la primera part de la terminal podrà estar operativa l'any 2021, amb tota la terminal estant completada pels volts de l'any 2023.[4][Cal actualitzar]

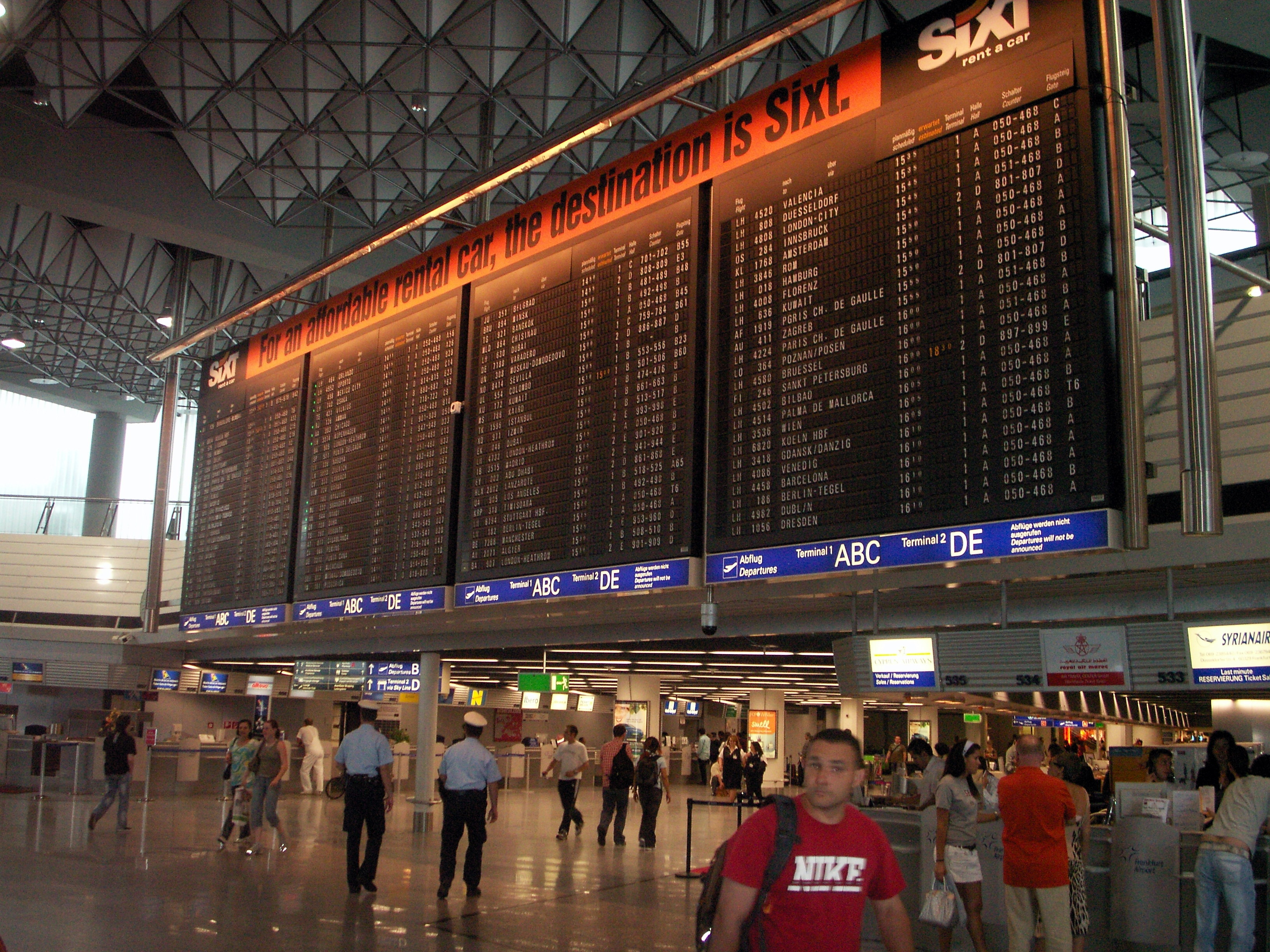
Panell d'informació a la Terminal 1.
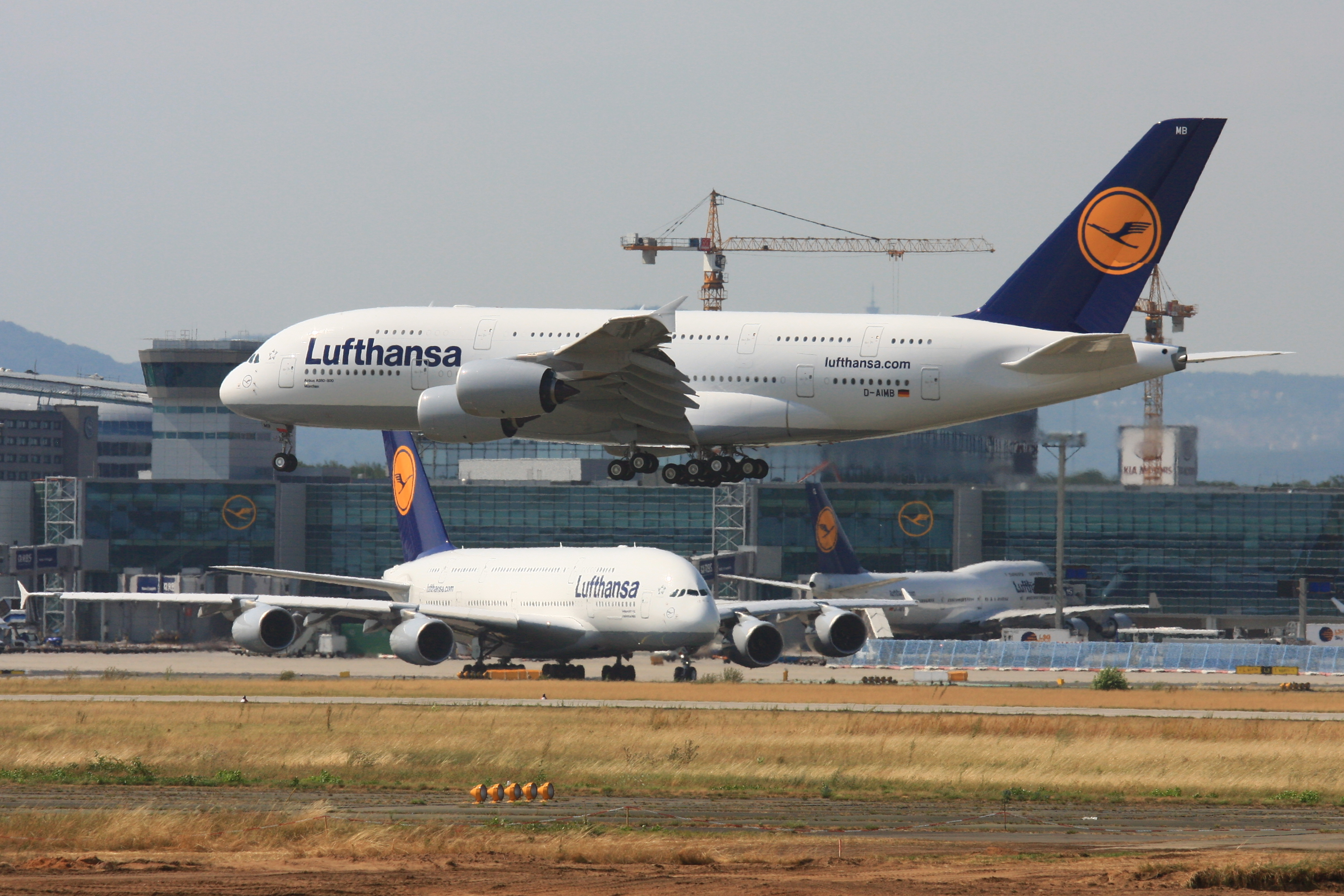
Dos Airbus A380 de Lufthansa a l'aeroport.
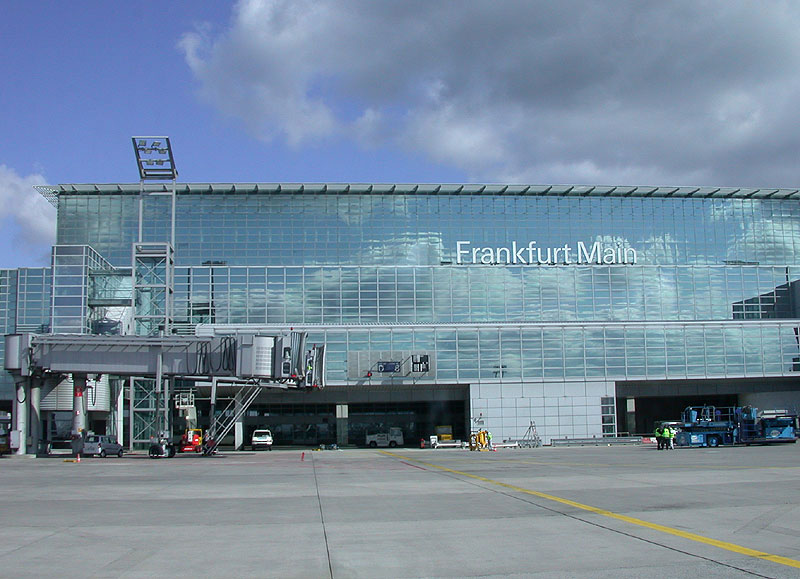
vista exterior de la Terminal 2.
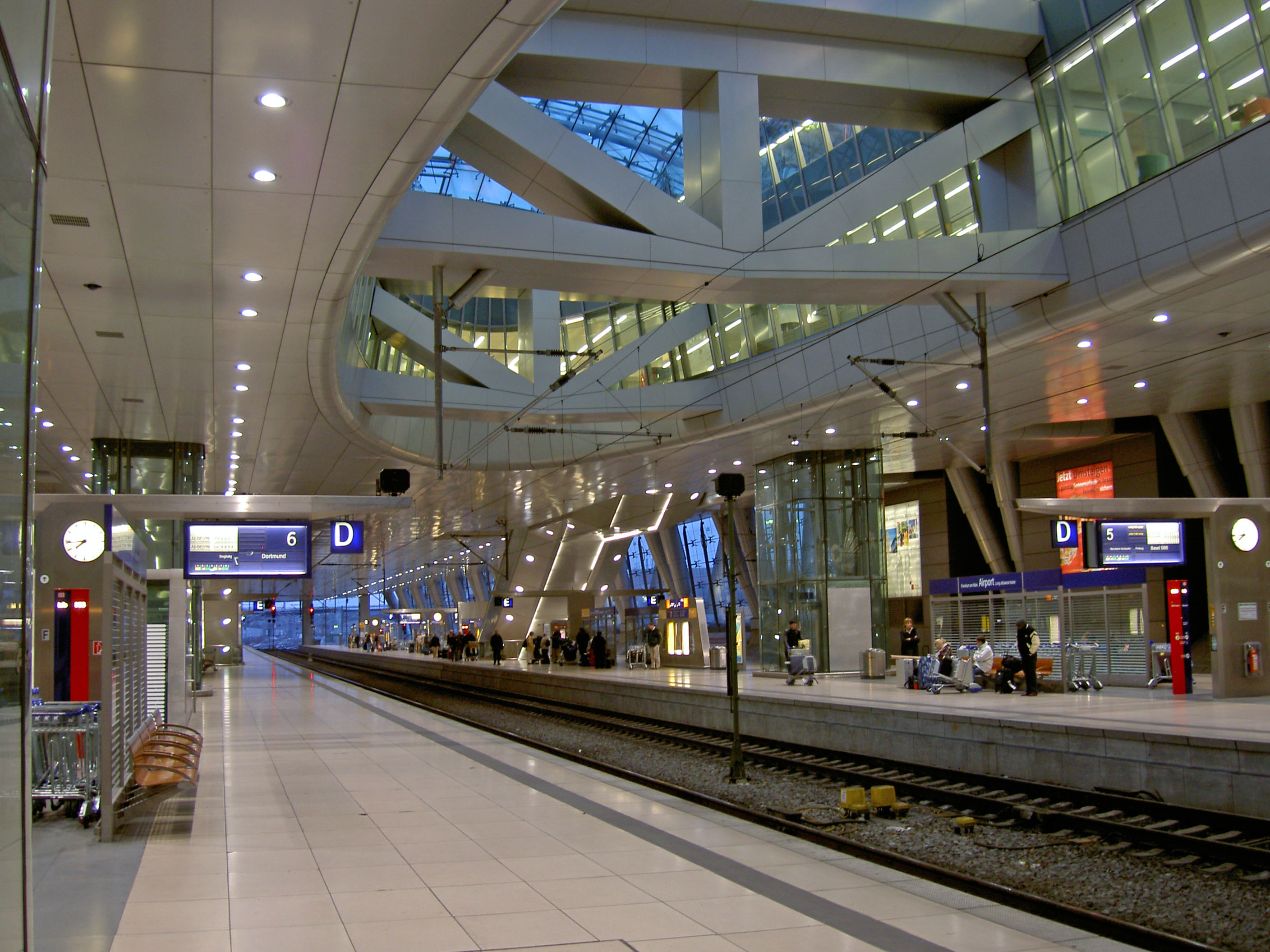
Estació de tren de llarga distància de l'aeroport.
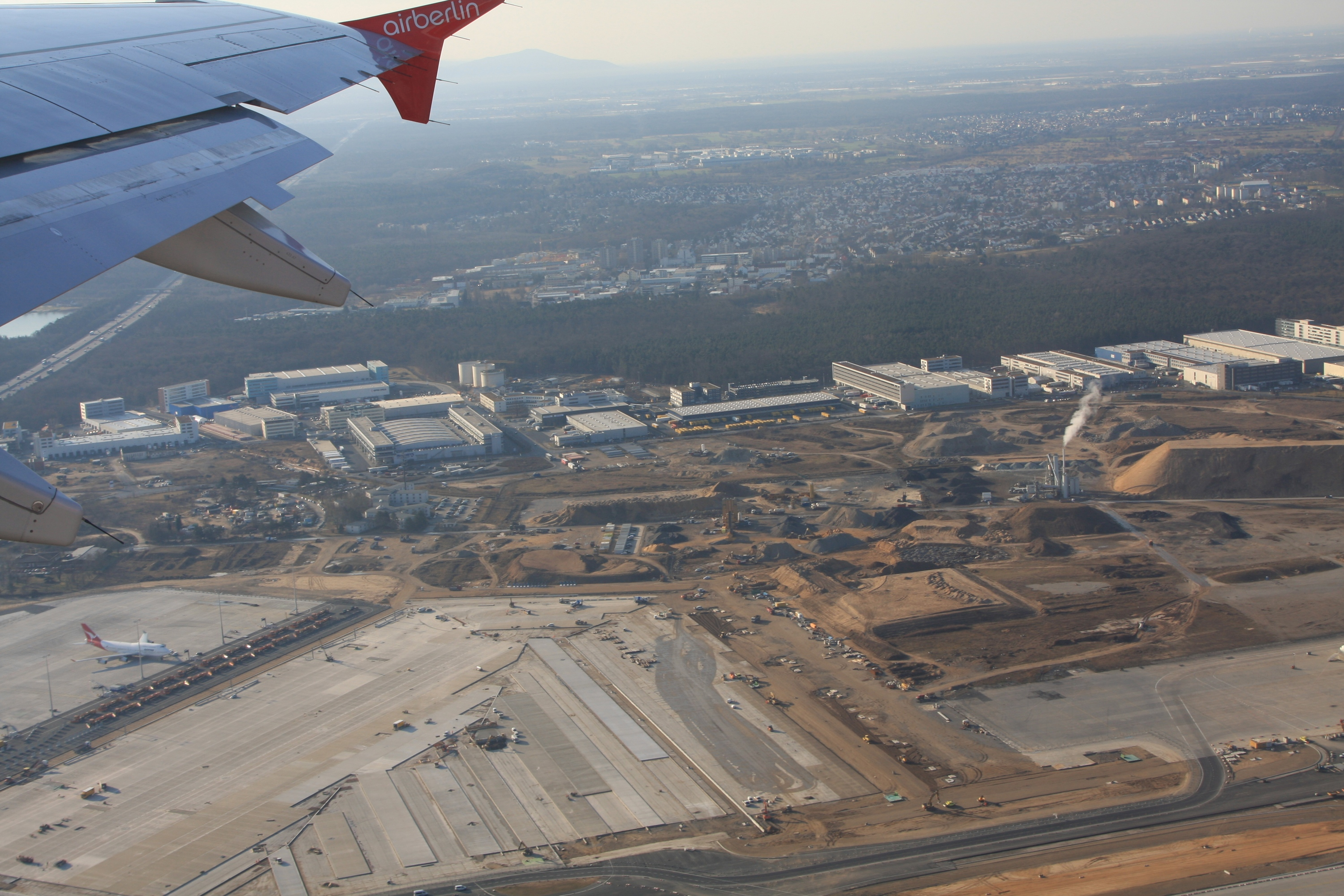
l'obra por T3

## Aerolínies i destinacions
| Companyia                                        | Destinacions | Terminal   |
| ------------------------------------------------ | --- | ---------- |
| Adria Airways                                    | Ljubljana, Pristina, Viena | 1A         |
| Aegean Airlines                                  | Atenes, Tessalònica | 1B         |
| Aer Lingus                                       | Dublín | 2D         |
| Aeroflot                                         | Moscou-Xeremètievo | 2E         |
| Air Algérie                                      | Alger, Orà | 1B         |
| Air Astana                                       | Astanà | 2E         |
| Air Canada                                       | Calgary, Montréal-Trudeau, Ottawa, Toronto-Pearson | 1B         |
| Air China                                        | Pequín-Capital, Xangai-Pudong | 1B         |
| Air France                                       | París-Charles de Gaulle | 2D         |
| Air India                                        | Bombai, Delhi | 1C         |
| Air Malta                                        | Catània, Malta | 1B         |
| Air Mauritius                                    | Maurici | 2D         |
| Air Moldova                                      | Chişinău | 1B         |
| Air Namibia                                      | Windhoek | 2D         |
| Air Transat                                      | de temporada: Calgary, Toronto-Pearson, Vancouver | 2E         |
| Air VIA                                          | de temporada: Burgàs, Varna | 2D         |
| airBaltic                                        | Riga | 2E         |
| Alitalia                                         | Milà-Linate, Roma-Fiumicino | 2D         |
| All Nippon Airways                               | Tòquio-Narita | 1B         |
| American Airlines                                | Dallas/Fort Worth | 2E         |
| Ariana Afghan Airlines                           | Kabul | 2E         |
| Asiana Airlines                                  | Seül-Incheon | 1C         |
| Austrian Airlines                                | Viena | 1A         |
| Austrian operat per Tyrolean Airways             | Innsbruck, Salzburg, Viena | 1A         |
| Belavia                                          | Minsk | 2D         |
| British Airways                                  | Londres-Heathrow | 2E         |
| British Airways operat per BA CityFlyer          | Londres-City | 2E         |
| Bulgaria Air                                     | Sofia | 1B         |
| Bulgarian Air Charter                            | de temporada: Burgàs, Varna | 2E         |
| Cathay Pacific                                   | Hong Kong | 2E         |
| China Airlines                                   | Taipei-Taoyuan | 2D         |
| China Eastern Airlines                           | Xangai-Pudong | 2D         |
| Cirrus Airlines                                  | Hof/Plauen | 1A         |
| Condor Flugdienst                                | Agadir, Antigua, Barbados, Cancun, Colombo, Fuerteventura, Funchal, La Havana, Holguín, Hurghada, Jerez de la Frontera, Kilimanjaro, Lanzarote, Larnaca, La Romana, Las Palmas de Gran Canaria, Las Vegas, Màlaga, Malé, Marsa Alam, Maurici, Mombasa, Montego Bay, Pafos, Palma, Panamà, Porlamar, Puerto Plata, Punta Cana, Recife, Saint Lucia, Salvador da Bahia, San José de Costa Rica, Santa Cruz de la Palma, Santo Domingo, Seychelles, Sharm el-Sheikh, Tenerife-South, Varadero, Zanzibar de temporada: Anchorage, Burgàs, Calgary, Chania, Corfú, Dalaman, Djerba, Fairbanks, Goa, Fort Lauderdale, Halifax, Heraklion, Eivissa, Kos, Luxor, Phuket, Rodes, Santorí, Tobago, Vancouver, Whitehorse | 1C         |
| Croatia Airlines                                 | Dubrovnik, Split, Zagreb | 1A         |
| Cyprus Airways                                   | Larnaca | 1B         |
| Czech Airlines                                   | Praga | 2E         |
| Delta Air Lines                                  | Atlanta, Detroit, Nova York-JFK | 2D         |
| EgyptAir                                         | El Caire | 1B         |
| El Al                                            | Tel-Aviv | 1C         |
| Emirates                                         | Dubai | 2E         |
| Ethiopian Airlines                               | Addis Abeba | 1C         |
| Etihad Airways                                   | Abu Dhabi | 2E         |
| Finnair                                          | Hèlsinki | 2E         |
| Flybe                                            | Birmingham, Glasgow-International, Manchester, Southampton | 2E         |
| Freebird Airlines                                | Antalya | 2D         |
| Georgian Airways                                 | Tbilissi | 2D         |
| Gulf Air                                         | Bahrain | 2D         |
| Iberia                                           | Madrid | 2E         |
| Iberia operat per Air Nostrum                    | Saragossa | 2E         |
| Icelandair                                       | Reykjavík-Keflavík | 2E         |
| Iran Air                                         | Mashhad, Teheran-Imam Khomeini | 1C         |
| Japan Airlines                                   | Tokyo-Narita | 2D         |
| KLM operat per KLM Cityhopper                    | Amsterdam | 2D         |
| Korean Air                                       | Seül-Incheon | 2D         |
| Kuwait Airways                                   | Kuwait, Ginebra | 1B         |
| LAN Airlines                                     | Madrid, Santiago de Xile | 2E         |
| LOT Polish Airlines                              | Gdańsk, Cracòvia, Poznań, Varsòvia | 1A         |
| LOT operat per EuroLOT                           | Poznań, Wrocław | 1A         |
| Lufthansa                                        | Abu Dhabi, Abuja, Accra, Addis Abeba, Alger, Almaty, Amman, Amsterdam, Arbil, Ashgabat, Asmara, Astanà, Atenes, Atlanta, Austin (comença el 3 de maig del 2019), Bahrain, Bakú, Bangalore, Bangkok-Suvarnabhumi, Barcelona, Beijing-Capital, Beirut, Belgrad, Berlín-Tegel, Bilbao, Billund, Birmingham, Bogotà, Bolonya, Boston, Bremen, Brussel·les, Bucarest-Otopeni, Budapest, Buenos Aires-Ezeiza, El Caire, Calgary, Caracas, Casablanca, Chennai, Chicago-O'Hare, Copenhaguen, Dallas/Fort Worth, Dammam, Delhi, Denver, Detroit, Doha, Dresden, Dubai, Dublín, Düsseldorf, Edinburgh, Faro, Filadèlfia, Ginebra, Göteborg-Landvetter, Guangzhou, Hamburg, Hanover, Hèlsinki, Ho Chi Minh City, Hong Kong, Houston-Intercontinental, Hyderabad, Istanbul-Atatürk, Jakarta, Jiddah, Johannesburg, Kazan, Kíev-Boryspil, Kolkata, Kuala Lumpur, Kuwait, Lagos, Larnaca, Leipzig/Halle, Lisboa, Londres-Heathrow, Los Angeles, Luanda, Lió, Madrid, Malabo, Màlaga, Malta, Manchester, Marsella, Ciutat de Mèxic, Miami, Milà-Linate, Milà-Malpensa, Minsk, Moscou-Domodédovo, Mumbai, Múnic, Muscat, Nagoya-Centrair, Nanjing, Nova York-JFK, Newark, Niça, Nizhniy Novgorod, Nuremberg, Orlando, Osaka-Kansai, Oslo-Gardermoen, Palma, París-Charles de Gaulle, Perm, Port Harcourt, Porto, Poznań, Praga, Riga, Riyadh, Roma-Fiumicino, Rostock-Laage, Rostov del Don, Sant Petersburg, Samara, San Francisco, Sana’a, São Paulo-Guarulhos, Seattle/Tacoma, Seül-Incheon, Xangai-Pudong, Singapur, Sofia, Stavanger, Estocolm-Arlanda, Stuttgart, Tallinn, Teheran-Imam Khomeini, Tel-Aviv, Tòquio-Narita, Toronto-Pearson, Tolosa de Llenguadoc, Trípoli, Tunis, Torí, Vancouver, Venice-Marco Polo, Viena, Vilnius, Warsaw, Washington-Dulles, Iekaterinburg, Zagreb, Zuric de temporada: Ciutat del Cap | 1A, 1B, 1C |
| Lufthansa operat per Cirrus Airlines             | Friedrichshafen, Katowice, Münster/Osnabrück, Tolosa de Llenguadoc | 1A, 1C     |
| Lufthansa operat per PrivatAir                   | Khartoum, Libreville, Pointe-Noire, Pune | 1A         |
| Lufthansa Regional operat per Air Dolomiti       | Torí, Verona | 1A         |
| Lufthansa Regional operat per Eurowings          | Billund, Bremen, Brussel·les, Cracòvia, Gdańsk, Ginebra, Graz, Hannover, Leipzig/Halle, Londres-City, Nuremberg, Stavanger, Stuttgart, Wrocław | 1A         |
| Lufthansa Regional operat per Lufthansa CityLine | Basilea/Mulhouse, Bergen, Brussel·les National, Florència, Linz, Londres-City, Münster/Osnabrück, Poznań, Rzeszów, Sofia, Split, Stuttgart, Torí, Zagreb | 1A         |
| Luxair                                           | Luxemburg | 1A         |
| Malaysia Airlines                                | Kuala Lumpur | 2D         |
| Middle East Airlines                             | Beirut | 1B         |
| Montenegro Airlines                              | Podgorica | 2D         |
| Nouvelair                                        | Monastir | 2E         |
| Oman Air                                         | Muscat | 2E         |
| Onur Air                                         | Antalya, Dalaman | 2D         |
| Ostfriesische Lufttransport                      | Heringsdorf | 2E         |
| Pakistan International Airlines                  | Islamabad, Lahore | 2D         |
| Pegasus Airlines                                 | Antalya | 2D         |
| Qantas                                           | Singapur, Sydney | 2E         |
| Qatar Airways                                    | Doha | 1B         |
| Rossiya                                          | Sant Petersburg | 2D         |
| Royal Air Maroc                                  | Casablanca, Nador | 1B         |
| Royal Jordanian                                  | Amman-Reina Alia | 2E         |
| S7 Airlines                                      | Moscou-Domodédovo, Novosibirsk | 2E         |
| Safi Airways                                     | Kabul | 2E         |
| Saravia                                          | Saratov | 2E         |
| SATA                                             | Ponta Delgada | 2E         |
| Saudi Arabian Airlines                           | Jiddah, Riyadh | 2D         |
| Scandinavian Airlines                            | Copenhaguen, Göteborg-Landvetter, Oslo-Gardermoen, Estocolm-Arlanda | 1A         |
| Singapore Airlines                               | Nova York-JFK, Singapur | 1B         |
| Sky Airlines                                     | Antalya | 2D         |
| Somon Air                                        | Dushanbe | 2D         |
| South African Airways                            | Johannesburg | 1B         |
| SriLankan Airlines                               | Colombo | 2E         |
| Sun d'Or International Airlines                  | Tel-Aviv | 1C         |
| SunExpress                                       | Antalya, İstanbul-Sabiha Gökçen, İzmir | 1B         |
| Swiss International Air Lines                    | Zuric | 1A         |
| Swiss operat per Swiss European Air Lines        | Zuric | 1A         |
| Syrianair                                        | Alep, Damasc | 2D         |
| TAM Airlines                                     | Rio de Janeiro-Galeão, São Paulo-Guarulhos | 1B         |
| TAP Portugal                                     | Lisboa | 1B         |
| TAROM                                            | Bucarest-Otopeni, Cluj-Napoca | 1B         |
| Thai Airways                                     | Bangkok-Suvarnabhumi | 1C         |
| TUIfly                                           | Boa Vista, Fuerteventura, Hurghada, Lanzarote, Las Palmas de Gran Canaria, Palma, Sal, Tenerife-South de temporada: Antalya, Corfu, Dalaman, Dubai, Faro, Funchal, Heraklion, Jerez de la Frontera, Kalamata, Kos, Patras/Araxos, Rodes | 2D         |
| Tunisair                                         | Djerba, Monastir, Tunis | 1B         |
| Turkish Airlines                                 | Istanbul-Atatürk, Izmir | 1B         |
| Turkish Airlines operat per AnadoluJet           | Ankara | 1B         |
| Turkmenistan Airlines                            | Ashgabat | 2D         |
| Ukraine International Airlines                   | Kíev-Boryspil de temporada: Simferòpol | 2D         |
| United Airlines                                  | Chicago-O'Hare, San Francisco, Washington-Dulles | 1B         |
| Uzbekistan Airways                               | Taixkent | 2D         |
| Vietnam Airlines                                 | Hanoi, Ho Chi Minh City | 1B         |
| Viking Hellas                                    | Atenes |            |
| Yemenia                                          | Sana'a | 2E         |